# Можжевельник колючий
Можжеве́льник колю́чий или можжевельник кра́сный, или карандашное дерево (лат. Juniperus oxycedrus), — вечнозелёные хвойные деревья, вид рода Можжевельник (Juniperus) семейства Кипарисовые (Cupressaceae).

## Ботаническое описание

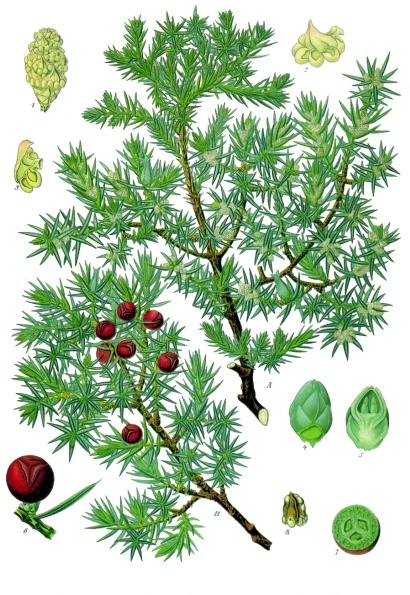

Кустарники или деревья высотой до 5—10 м и диаметром кроны до 1 м. Крона яйцевидно-конусовидная, в старости иногда зонтикообразная.
Кора светло-серая, гладкая, на годовалых побегах красновато- или жёлто-бурая, на конечных — зелёная.
Ветви прямые, распростёртые или направленные кверху; веточки короткие, тупотрёхгранные.
Листья сближенные, оттопыренные, плотные, линейные с длинным остроконечием, длиной 15—20 мм, шириной 1,3—2 мм, с двумя белыми продольными полосками, снизу блестяще-зелёные с выдающимся продольным килем, без желёзки.
Двудомное растение. Плоды одиночные, почти сидячие, наименьшие 6—7 мм и диаметром 5—6 мм, наибольшие 11—12 мм, почти шарообразные, лоснящиеся, красно-бурые. Семян в шишке 2—3, иногда 1 или 4, широкояйцевидные, слегка трёхгранные.

## Распространение и экология
Встречается по всему Средиземноморью от Марокко и Португалии на западе до Ирана на востоке, северная граница природного ареала проходит на юге Франции. В естественных условиях растёт в нижнем поясе на высоте до 300—400 м (Крым, северная часть Западного Закавказья) и до 1600 м над уровнем моря в сухих, светлых лесах, в шибляке и маквисе, а также иногда на каменистых склонах и скалах.
Можжевельник колючий очень засухоустойчив, но теплолюбив.
Растёт медленно.
В Крыму и, в меньшей степени, в Западном Закавказье на растениях в большом количестве и очень часто развивается паразитное растение Razoumowskia oxycedri F.Schultz. (Arceuthobium oxycedri M.В.).

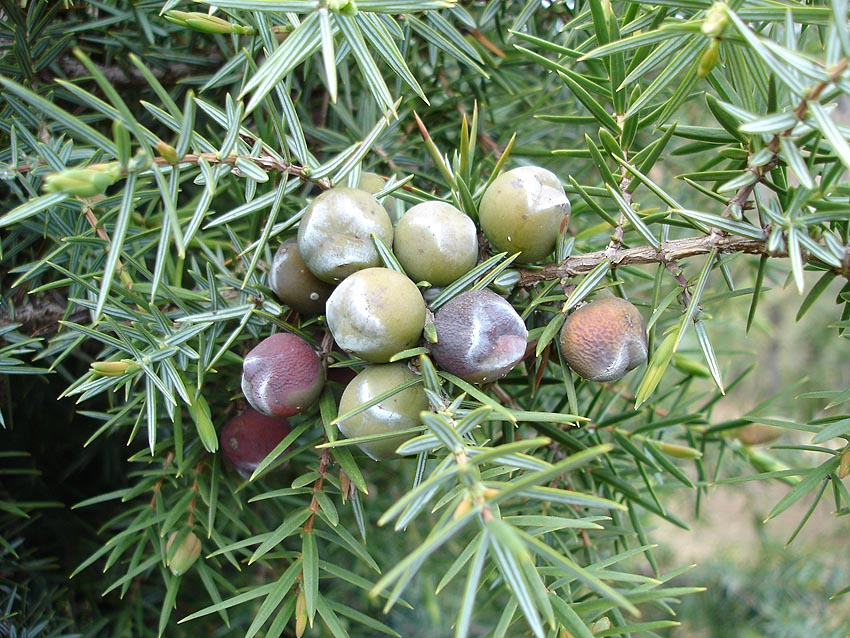
Ветка с плодами

## Значение и применение
Древесина дерева тяжёлая (удельный вес 0,66—0,75), очень прочная, твёрдая, красноватая, с белой заболонью, устойчива против гниения, даёт строевой и поделочный материал.
В посадках весьма декоративен. Прекрасное декоративное дерево для садов сухого юга.
Плоды содержат 1,5 % эфирного масла и являются возбуждающим и мочегонным средством. Сухая перегонка дерева, как и у других видов, дает бурую маслянистую жидкость — Можжевеловое масло (Oleum eupyreumaticum cadinum), которое употребляется как противоглистное средство, при кожных болезнях и производстве некоторых косметических средств.

## Болезни и вредители
Можжевельник колючий является одним из основных хозяев гриба ржавчина груши (Gymnosporangium sabinae). Мицелий, распространяясь в коре и древесине можжевельника, вызывает усиленный рост клеток, в результате чего ветки в поражённом месте утолщаются.

## Классификация

### Представители
В рамках вида выделяют несколько подвидов:
- Juniperus oxycedrus subsp. badia (H.Gay) Debeaux — встречается в Алжире, Португалии, Испании;
- Juniperus oxycedrus subsp. oxycedrus
- Juniperus oxycedrus subsp. transtagana Franco — встречается в Португалии.

### Таксономия
Вид Можжевельник колючий входит в род Можжевельник (Juniperus) семейства Кипарисовые (Cupressaceae) порядка Сосновые (Pinales).
|  |                    |  |                                          |                                          |                       |  | ещё 6 семейств | ещё 6 семейств |                          |  |  |  | ещё от 50 до 67 видов |
|  |                    |  |                                          |                                          |                       |  | ещё 6 семейств | ещё 6 семейств |                          |  |  |  | ещё от 50 до 67 видов |
|  |                    |  |                                          | порядок Сосновые                         |                       |  |                |                | род Можжевельник         |  |  |  |                       |
|  |                    |  |                                          | порядок Сосновые                         |                       |  |                |                | род Можжевельник         |  |  |  |                       |
|  | отдел Голосеменные |  |                                          |                                          | семейство Кипарисовые |  |                |                | вид Можжевельник колючий |  |  |  |                       |
|  | отдел Голосеменные |  |                                          |                                          | семейство Кипарисовые |  |                |                |                          |  |  |  |                       |
|  |                    |  | ещё 13—14 порядков голосеменных растений | ещё 13—14 порядков голосеменных растений |                       |  |                | ещё 10 родов   | ещё 10 родов             |  |  |  |                       |
|  |                    |  |                                          | ещё 13—14 порядков голосеменных растений |                       |  |                |                | ещё 10 родов             |  |  |  |                       |